# Idula
Idula (Jidula) nenaseljeni je otočić u hrvatskom dijelu Jadranskog mora.
Njegova površina iznosi 0,142 km², a dužina je obalne crte 1,41 km.